# Bu Sa’ada
Bu Sa’ada (arab. بو سعادة, Bū Saʿādah; fr. Bou Saâda) – miasto w północnej Algierii (Prowincja Al-Masila), w oazie na skraju Wyżyny Szottów i Atlasu Saharyjskiego; 119 tys. mieszkańców. (2005); ośrodek handlu (m.in. ostnicą esparto) i rzemiosła (dywany z wełny wielbłądziej); młynarstwo.